# Alfred Sageder
Alfred Sageder   (Gramastetten, 29 de setembre de 1933 - març 2017) fou un remer austríac que va competir durant les dècades de 1950 i 1960. Era el pare dels també remers Michael i Siegfried Sageder i l'avi de Sebastian Sageder.
El 1956 va prendre part en els Jocs Olímpics d'Estiu de Melbourne, on disputà dues proves del programa de rem. Fent parella amb Josef Kloimstein va guanyar la medalla de bronze en la prova del dos sense timoner, mentre en el dos amb timoner quedà eliminat en sèries. Quatre anys més tard, als Jocs de Roma, guanyà la medalla de plata en la mateixa prova, novament amb Kloimstein com a company. El 1964, a Tòquio, disputà els seus tercers Jocs Olímpics d'Estiu. Fou vuitè en la prova del dos amb timoner.
En el seu palmarès també destaquen quatre medalles al Campionat d'Europa de rem, dues de plata i dues de bronze entre les edicions de 1956 i 1959.